# Супрасльский Ирмологион
Супрасльский Ирмологион (бел. Супрасльскі ірмалой) — памятник религиозно-музыкального характера на западнорусском письменном языке. Принадлежит православной и униатской культуре Великого Княжества Литовского, содержит праздничные песнопения. Составлен в 1598—1601 годах в Супрасльском монастыре.

## История
Составлен в 1598—1601 годах в Супрасльском монастыре уроженцем Пинска, церковным певцом Богданом Анисимовичем и пополнялось на протяжении всего XVII века.
После этого Ирмологион был включен в собрание Киево-Печерская лавры, он оказал огромное влияние на православную литургическую традицию Западной Руси, в особенности на украинскую православную культуру.
Ирмологион считался утерянным с 1930-х годов, пока не был найден в 1970 году искусствоведом А. Конотопом в фондах рукописного отдела Центральной научной библиотеки Академии наук УССР.

## Описание
Рукопись хорошо сохранилась и включает в себе 576 листов. Ирмологион украшен 5 монохромными миниатюрами и 16 заставками в виде разноцветной косы балканского типа. В завершение первой страницы книги использована резная гравюра Скорины с изображением Солнца и новолуния. Инициалы песнопений разукрашены разными узорами на полях изображений.
Богдан Анисимович определил «научный» подход в составлении рукописи и метил, где взял музыку, на полях оставляя происхождение мелодии, обязательно отметив местную (созданную в Супрасльском монастыре). Рукопись написана западнорусским курсивом, некоторые страницы — по-гречески. Есть особенности написания музыкальных обозначений. Нотация также является ранним скорописным шрифтом, где тонкие ноты напоминают ваши крючки для рисования.

## Галерея

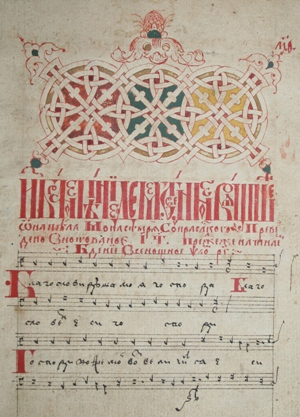
Лист Супрасльского Ирмологион,
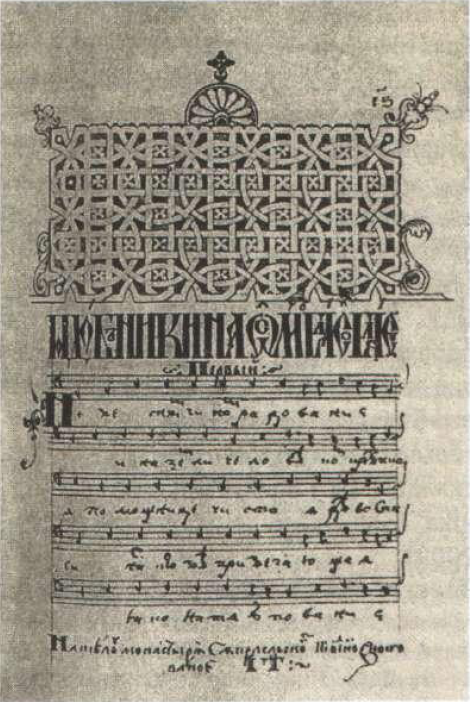
Супрасльский Ирмологион. Лист 428